# Dicranomyia (Dicranomyia) diversispina
Dicranomyia (Dicranomyia) diversispina is een tweevleugelige uit de familie steltmuggen (Limoniidae). De soort komt voor in het Australaziatisch gebied.